# Achilixius kolintangi
Achilixius kolintangi är en insektsart som beskrevs av  1989. Achilixius kolintangi ingår i släktet Achilixius och familjen Achilixiidae. Inga underarter finns listade i Catalogue of Life.